# Dromedari selvatici in Australia

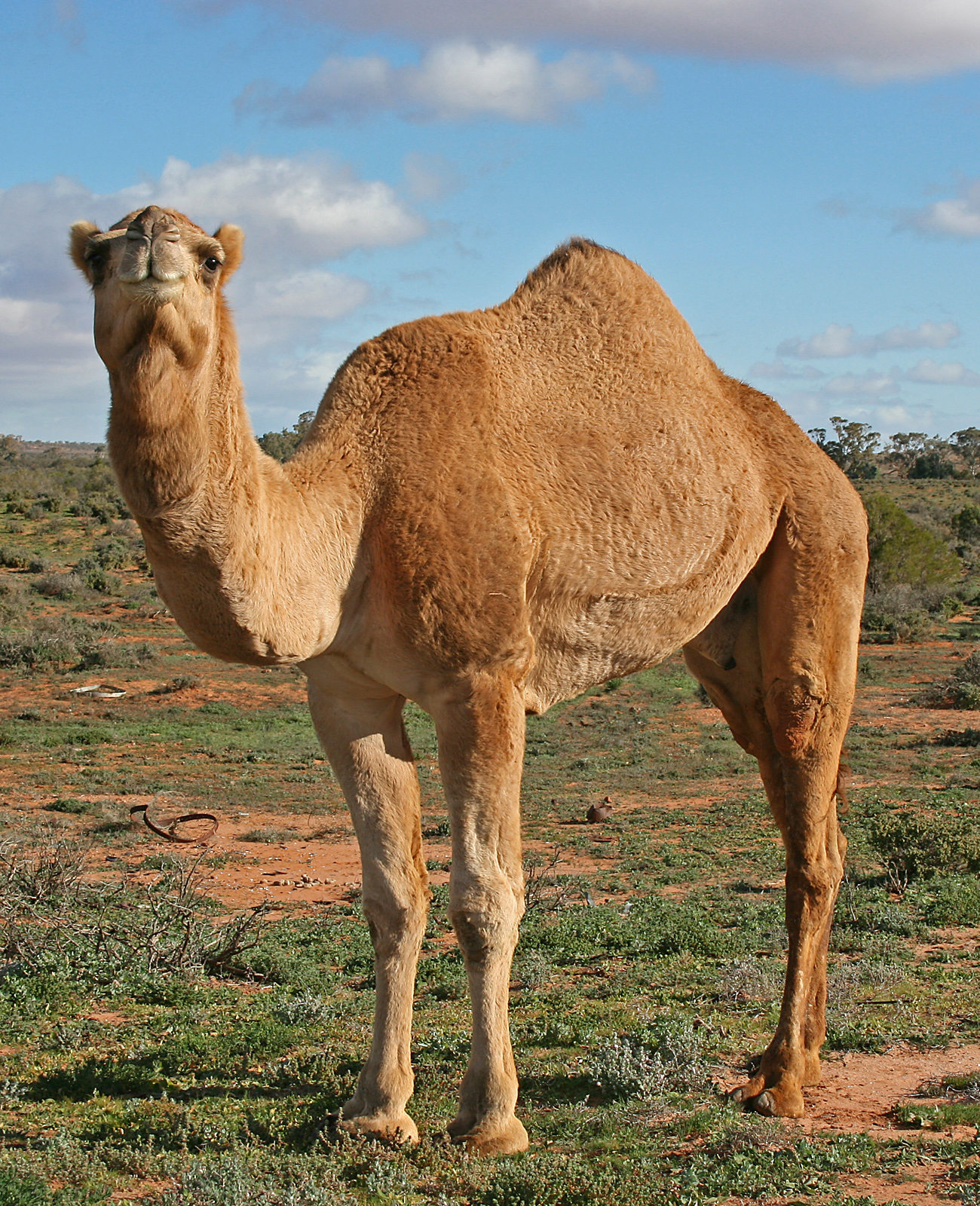
Un dromedario nei pressi di Silverton, nel Nuovo Galles del Sud.

La popolazione di dromedari selvatici in Australia ha avuto origine dagli esemplari importati sul continente nel XIX secolo dalla penisola arabica, dall'India e dall'Afghanistan per essere impiegati come cavalcature e come animali da soma nelle regioni semi-desertiche australiane. Negli anni venti del XX secolo la diffusione dei veicoli a motore condusse all'abbandono di migliaia di animali in natura, che si sono in seguito rinselvatichiti.
Privo di predatori naturali, il dromedario (Camelus dromedarius) è risultato una specie invasiva nell'ecosistema australiano: può cibarsi dell'80% delle piante locali, accrescendo il rischio di estinzione per alcune specie già minacciate; compete con altri erbivori per il cibo; può arrecare danni alle attività agricole e alla pastorizia, col danneggiamento delle recinzioni; infine, può contaminare le riserve idriche delle comunità aborigene, soprattutto nei periodi di siccità. I danni arrecati dai dromedari selvatici sono stati stimati nel 2010 in 10,67 milioni di dollari per anno. Il primo intervento statale volto a contrastare i danni provocati dagli esemplari randagi risale al 1925, ma è solo dal 2009 che sono stati messi in atto dei programmi sistematici per la riduzione degli esemplari selvatici.
È stato stimato che la popolazione di dromedari in Australia ammontasse nel 2008 a circa 600 000 esemplari, ridottasi a 300 000 esemplari nel 2013 (al termine dell'Australian Feral Camel Management Project); l'incremento annuo è del 10%. Poiché il dromedario è estinto allo stato selvatico nel suo areale primario, i branchi di dromedari dell'Australia sono le uniche popolazioni dove si possono ancora fare osservazioni sul comportamento della specie allo stato selvaggio.

## Storia

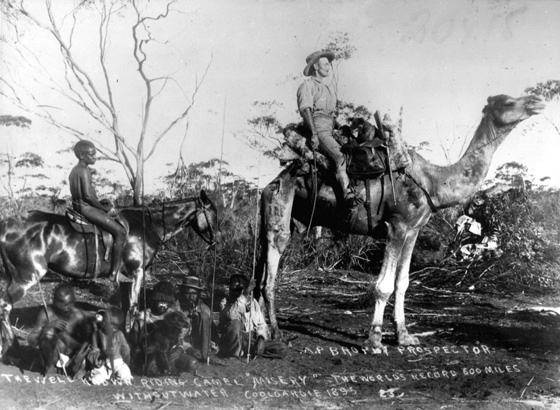
Un prospettore a dorso del dromedario "Misery", noto per aver stabilito un record di distanza percorsa senza bere,, nel 1895

### I primi anni
I dromedari erano già stati impiegati con successo nell'esplorazione di altre regioni aride e semi-aride nel resto del mondo. Nel 1822 il geografo e giornalista franco-danese Conrad Malte-Brun fu il primo a suggerirne l'impiego anche in Australia, nella sua opera Universal Geography. Nel 1839 George Gawler, secondo governatore dell'Australia Meridionale, suggerì che dei dromedari fossero importati sull'isola per impiegarli quali animali da sella e da soma nelle regioni semi-aride dell'interno.
Il primo tentativo di importare dei dromedari in Australia avvenne nel 1840, quando tre fratelli di Adelaide acquistarono nove esemplari alle Canarie e ne imbarcarono alcuni sull'Apolline; quando raggiunsero l'Australia il 12 ottobre 1840, tuttavia, era sopravvissuto un solo animale. L'allevatore e esploratore John Ainsworth Horrocks impiegò come cavalcatura proprio tale esemplare in una sfortunata spedizione verso il lago Torrens, durante la quale morì venti giorni dopo essersi ferito per un colpo di pistola esploso accidentalmente a causa di un movimento improvviso del dromedario; Horrocks chiese che l'animale fosse abbattuto.

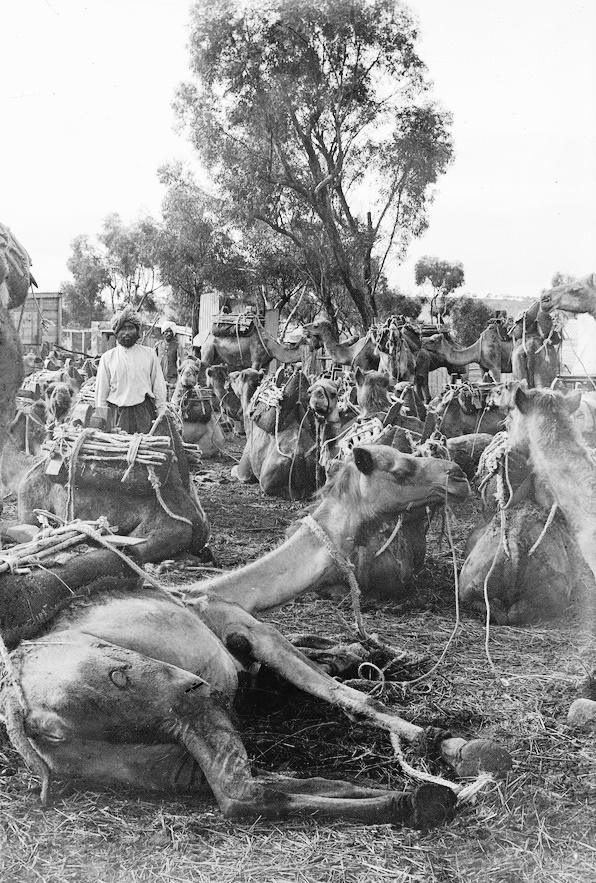
Personale afghano e dromedari in riposo, 1891

### Le spedizioni nell'outbacke i cammellieri afghani
La spedizione di Burke e Wills del 1860 fu la prima grande spedizione ad utilizzare come cavalcatura 24 dromedari, importati a tale scopo dal governo statale del Victoria. Poiché gli animali sarebbero stati praticamente inutilizzabili senza conduttori esperti, alcuni cammellieri giunsero da Karachi, allora parte dei territori della Corona inglese in India, a bordo della nave Chinsurah, il 9 giugno 1860, per partecipare appositamente alla spedizione. I loro compiti consistevano nel prendersi cura dei cammelli, caricare e scaricare le attrezzature e provviste e individuare dell'acqua potabile nel corso della spedizione. D'altra parte, due anni prima, una spedizione diretta da Benjamin Babbage aveva mostrato tutte le difficoltà nell'affrontare le regioni settentrionali dello stato in groppa a cavalli.
I dromedari furono in seguito impiegati nelle altre spedizioni dirette verso l'entroterra continentale e, in particolare, in quelle di Peter Warburton del 1873, di William Christie Gosse dello stesso anno, di Ernest Giles nel biennio 1875-1876, di David Lindsay nel biennio 1885–1886, di Thomas Elder nel biennio 1891–1892, nella spedizione Calvert del 1896-1897 e da Cecil Madigan nel 1939. Inoltre furono impiegati nella costruzione, terminata nel 1872, della Overland Telegraph Line (linea telegrafica di 3200 km tra Darwin e Adelaide) e del Goldfields Water Supply Scheme (un sistema di acquedotti e dighe nell'Australia Occidentale).
Nel 1866 Thomas Elder e Samuel Stuckey istituirono i primi allevamenti di dromedari presso le stazioni di Beltana e Umberatana, nell'Australia Meridionale. Nel 1894 sarebbe stato istituito anche un allevamento governativo a Londonderry, vicino Coolgardie, nell'Australia Occidentale.
Dagli anni sessanta dell'Ottocento in poi piccoli gruppi di cammellieri, principalmente mussulmani, giunsero in Australia per periodi di lavoro di tre anni, per prestare servizio nell'industria dell'allevamento nello stato dell'Australia Meridionale. In particolare, traevano sostentamento con il trasporto di merci e di balle di lana a dorso di dromedario. Al crescere delle loro conoscenze sull'entroterra e sull'economia australiana, avviarono delle attività in proprio, importando gli animali e conducendo le carovane. Nel 1890 il mercato dei dromedari era dominato per lo più da mercanti e intermediari mussulmani, prevalentemente afghani, comunemente indicati come "Afghans" o "Ghans", sebbene non provenissero esclusivamente dall'Afghanistan, ma in generale dall'India Britannica, dall'Egitto e dall'Impero ottomano. Tra il 1870 e il 1900 furono importati in Australia almeno 15 000 dromedari e vi trovarono impiego 2 000 cammellieri. Altre stime indicano tra 10 000 e 20 000 animali importati tra il 1840 e il 1907. Le comunità sulla costa, tuttavia, mantennero sempre un atteggiamento ambivalente verso gli immigrati asiatici, necessari, ma 'esotici' e quindi estranei alla loro cultura.
I cammellieri afghani stabilirono anche dei commerci con gli aborigeni, offrendo servizi di trasporto di merci tra le varie comunità e vendendo loro merci prodotte dai coloni europei, quali zucchero, tè, tabacco, capi di vestiario e utensili in metallo, ottenendo in cambio anche informazioni sulle sorgenti d'acqua nel deserto e sulle piante commestibili. In alcuni casi si svilupparono delle vere e proprie collaborazioni e alcuni aborigeni entrarono a far parte del personale impiegato nelle carovane.

### Il rinselvatichimento

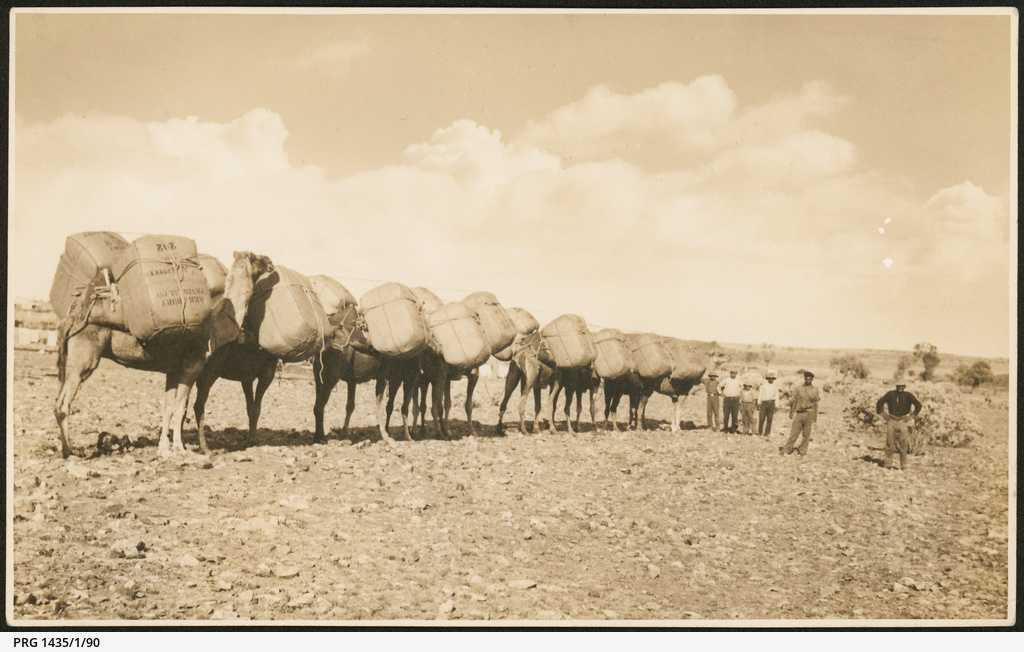
Carovana per il trasporto della lana, 1931

Nel 1901 il parlamento federale australiano approvò l'Immigration Restriction Act, che avviò la cosiddetta politica dell'Australia bianca. Il provvedimento introduceva delle restrizioni sull'immigrazione nel paese, permettendo anche l'espulsione dei migranti non desiderati (prohibited Immigrants nel testo); il criterio di selezione, in particolare, intendeva promuovere l'immigrazione dai soli paesi europei. Conseguentemente risultò più complicato per i cammellieri entrare nel Paese. La diffusione dei veicoli a motore negli anni venti del XX secolo, poi, condusse in primis al crollo dei compensi per il trasporto su groppa di dromedario e poi ad un progressivo impoverimento dei conduttori afghani, che condusse infine all'abbandono di migliaia di animali in natura. A questo periodo risale il primo intervento statale volto a ridurre il numero degli esemplari randagi, il Camels Destruction Act, promulgato nel 1925 dal governo dell'Australia Meridionale. Esso intendeva tutelare i possessori terrieri che vedevano le proprie terre invase da animali lasciati pascolare allo stato brado da cammellieri impoveriti, che tentavano in tal modo di ridurre i costi di mantenimento degli animali.
Da questa situazione nacquero in principio delle opportunità per gli aborigeni, che avevano ormai acquisito le competenze necessarie per condurre i dromedari e ne guadagnarono in mobilità e indipendenza nella società di frontiera in rapido cambiamento. Ciò continuò almeno fino agli anni sessanta: nel 1968 fu girato un documentario (Camels and the Pitjantjara, 1969) nel quale il documentarista Roger Sandall seguì un gruppo di uomini Pitjantjatjara nella spedizione per la cattura di un dromedario selvatico, nelle successive fasi di addomesticamento e di inclusione nella mandria dell'insediamento. Tra il 1928 e il 1933 il missionario Ernest Kramer viaggiò a dorso di dromedario nel Territorio del Nord per evangelizzare il popolo Aranda, con il supporto di un cammelliere della stessa etnia, Mickey Dow Dow. Ne è derivato un accostamento tra la religione cristiana e il dromedario nella cultura aborigena.

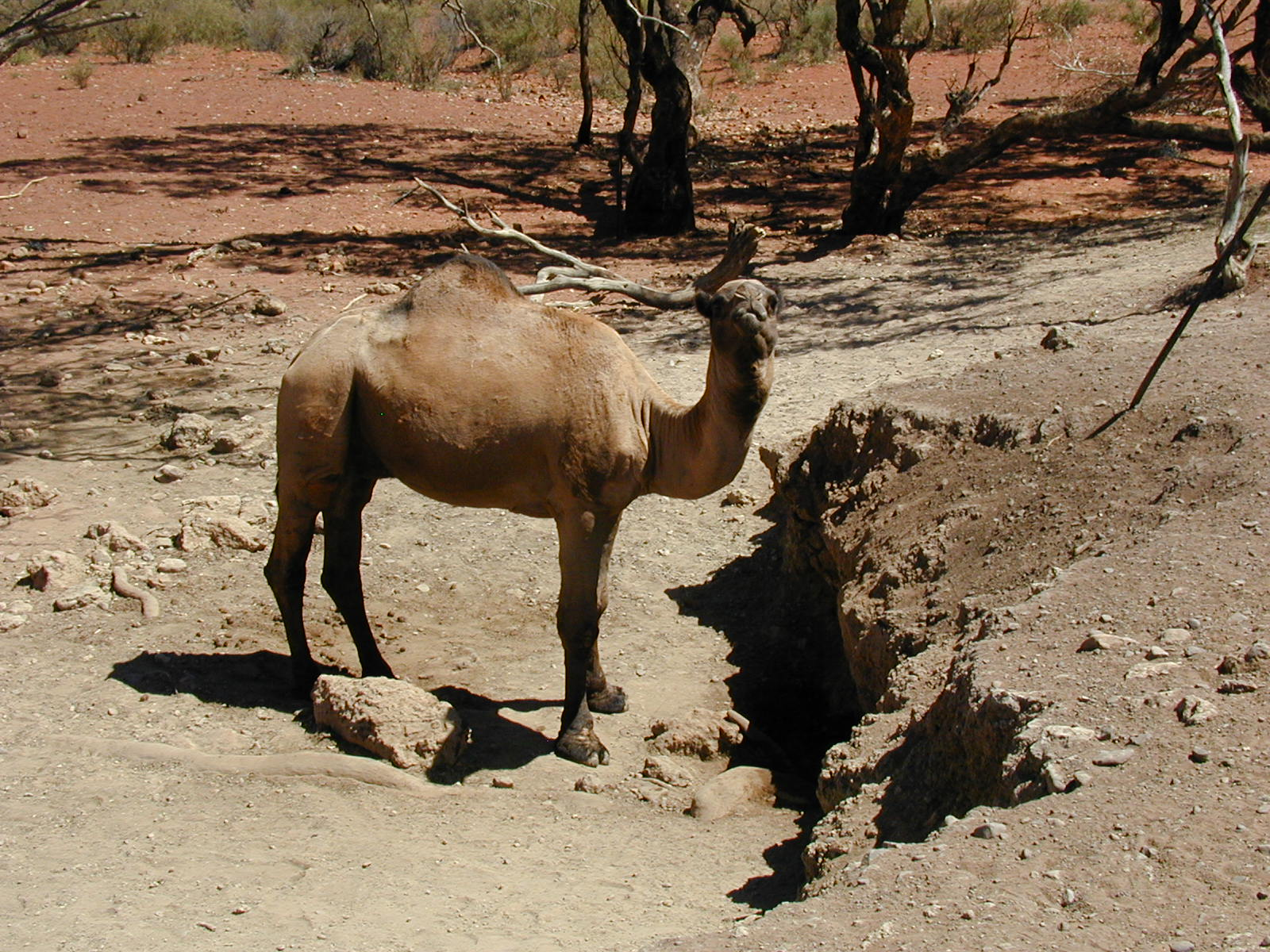
Un dromedario vicino ai pozzi di Wilbia, ad Imanpa, nel 1998

Nel 1949 il governo dell'Australia Occidentale dichiarò i dromedari selvatici animali nocivi in alcuni distretti settentrionali dello stato, estendendo poi la misura nel 1959, ai sensi del Vermin Act del 1918, che permetteva di elargire una ricompensa a chi avesse provveduto all'abbattimento di tali esemplari. Ancora nel 1976 si stimava che nel continente ci fossero 20 000 dromedari e Tom Lee McKnight ne parlava come di "amichevoli parassiti" (Friendly Vermin). La stima tuttavia sottostimava il numero esatto di animali, tanto che perlustrazioni aeree condotte tra il 1980 e 1983 portarono a rivedere tale numero in 43 000 esemplari. La popolazione crebbe repentinamente, con 300 000 esemplari nel 2001 e 600 000 nel 2008. Una prima analisi dei dati relativi al 2008 aveva portato ad una stima nettamente maggiore (un milione di esemplari) e su tale base è stato avviato un programma di contenimento della specie dal governo federale australiano.
Una delle ricerche più approfondite sui dromedari selvatici in Australia è stata condotta tra il luglio 1986 e il settembre 1989 nel distretto di Alice Springs, nel Territorio del Nord, da due zoologi tedeschi, Birgit Dörges e Jürgen Heucke.

### Gli interventi per il contenimento del XXI secolo
Nel primo decennio del XXI secolo il continente australiano era stato colpito da una perdurante siccità (la  Millennium drought) che, da un lato, portò alla morte per stenti di migliaia di erbivori, dromedari inclusi, dall'altro, condusse all'invasione di aree abitate del Territorio del Nord da parte di dromedari in cerca di acqua e cibo. Il governo statale rispose con un piano di abbattimento di 6 000 capi a Kaltukatjara (anche Docker River), una remota comunità di aborigeni a 500 km ad ovest di Alice Springs.

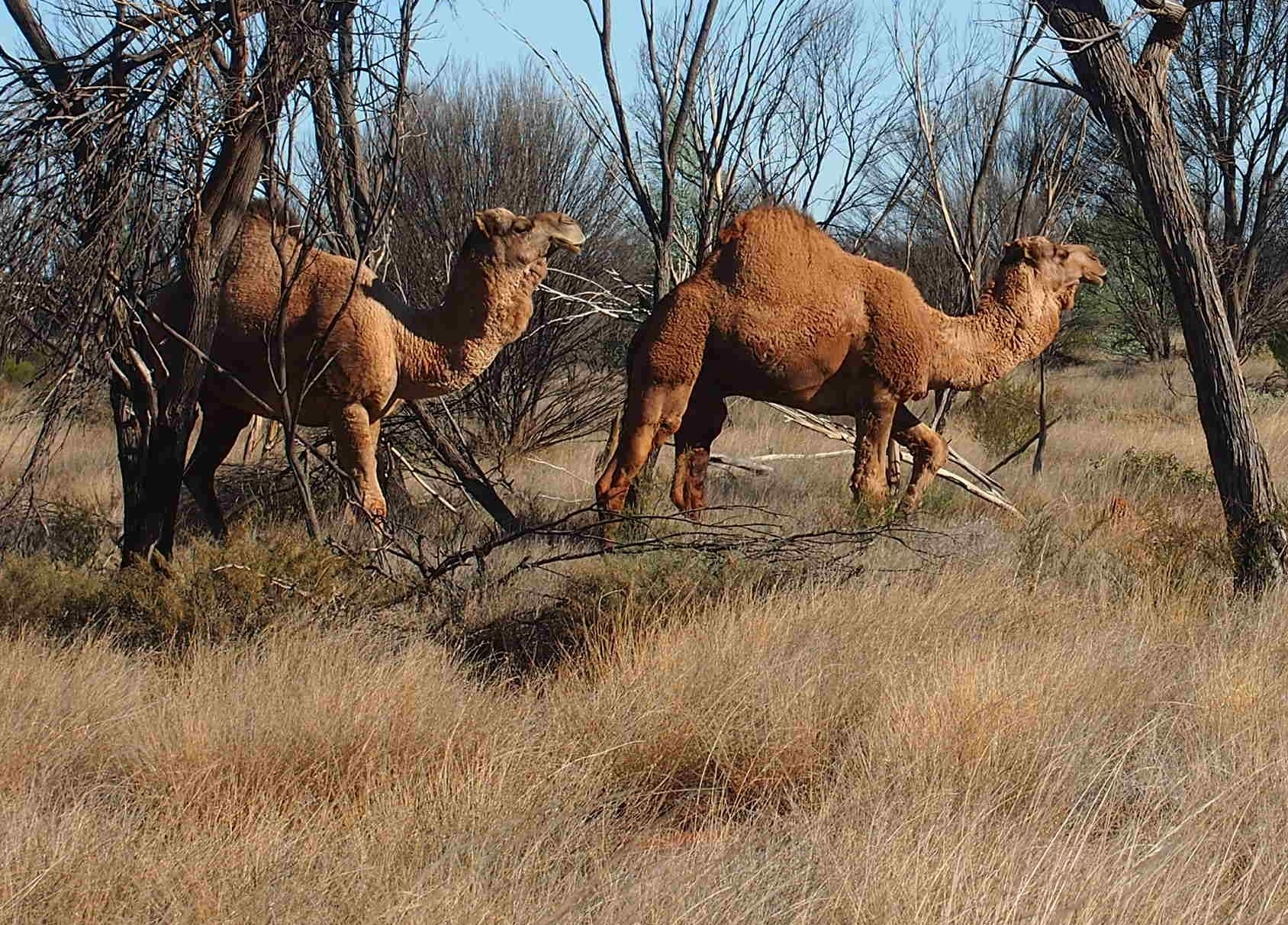
Dromedari nell'outback, 2018

Come detto, nel 2008 erano state condotte delle valutazioni da personale del Desert Knowledge Cooperative Research Centre che, fornendo una stima in un milione di esemplari, fecero paventare che si fosse verificato un repentino incremento della popolazione dei dromedari, che avrebbe a sua volta originato successivi incrementi altrettanto significativi. L'impatto sull'ecosistema sarebbe potuto risultare ancora più severo negli anni seguenti. In conseguenza di questa analisi, il governo australiano mutò la propria percezione sul rischio rappresentato dai dromedari selvatici, stanziando 19 milioni di dollari nel 2009 per affrontare il problema attraverso l'Australian Feral Camel Management Project (letteralmente, "Progetto australiano per la gestione del cammello [dromedario, in questo caso] selvatico") e avviando il National Feral Camel Action Plan (letteralmente, "piano d'azione nazionale per il cammello [dromedario, in questo caso] selvatico") nel 2010. Il progetto, tra il 2009 e il 2013, ha condotto alla cattura di 25 000 dromedari per una loro commercializzazione (soprattutto, macellazione e vendita delle carni a scopi alimentari) in prossimità delle zone popolate e all'abbattimento di circa 130 000 esemplari nelle regioni più remote, procedendo a bordo di elicotteri.
Una rivalutazione dei dati del 2008 e il numero dei capi abbattuti ha portato a stimare la popolazione di dromedari selvatici in Australia in 300 000 esemplari nel 2013.
Un nuovo piano di abbattimento del South Australian Department for Environment and Water nel gennaio del 2020 ha condotto all'eliminazione di un numero compreso tra 4 000 e 5 000 capi, in quattro giorni, nella area APY, nell'Australia Meridionale, come conseguenza dei danni arrecati agli insediamenti umani, specificatamente a remote comunità aborigene, dai dromedari selvatici in fuga dalle aree interessate dagli incendi del 2019-2020.

## Ecologia

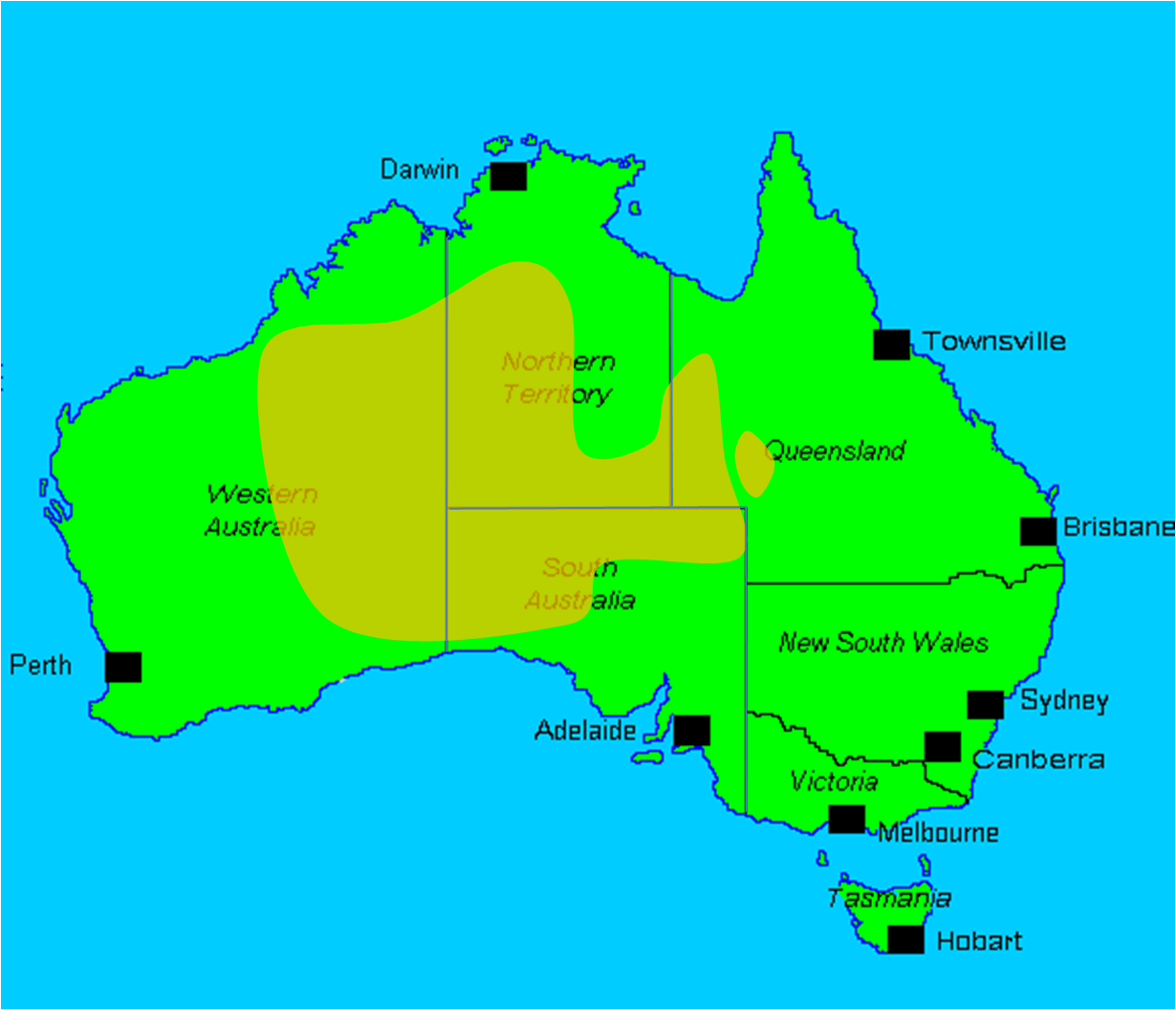
Areale secondario del dromedario in Australia.

### Areale e habitat
Il dromedario è presente in tutte le regioni aride e semi-aride dell'Australia, con un numero minimo di esemplari stimato in 300 000 nel 2013, in un'area estesa 3300000 km², con un tasso di incremento annuo del 10%. Una maggiore concentrazione è stata rilevata nel deserto di Simpson e nel Gran Deserto Sabbioso.
La boscaglia aperta costituisce l'habitat preferenziale del dromedario australiano, che la abita durante l'intero anno. Tende invece ad evitare le aree con una più fitta boscaglia, forse nel timore di predatori, che tuttavia mancano in Australia; sono invece frequentate dalle femmine con i piccoli. Gli altri habitat sono frequentati con variabilità stagionale, con le pianure erbose frequentate brevemente dopo i temporali e le paludi salmastre e i laghi salati raggiunti prevalentemente nelle stagioni fredde. Le distese di dune, che in Australia presentano uno strato erboso, possono essere considerate il secondo habitat per importanza per il dromedario.
Il dromedario non è un animale territoriale. La sua mobilità in estate risulta più limitata che in inverno, quando per i maschi inizia la stagione degli amori e percorrono grandi distanze alla ricerca di femmine per l'accoppiamento.

### Alimentazione
Il dromedario è un folivoro brucante, che mangia anche piante erbacee a foglia larga. Data la sua stazza, è l'unico erbivoro australiano in grado di raggiungere foglie a 3,5 m di altezza; grazie alla capacità di immagazzinare l'acqua, è anche l'erbivoro australiano in grado di coprire le distanze maggiori e quindi di accedere a vaste aree per alimentarsi. Può cibarsi dell'80% delle piante disponibili, sebbene solo il 7% di queste costituisca il 70% della sua dieta. Può cibarsi anche di piante che risultano velenose per bovini e cavalli, ma preferisce piante alofile (con alto contenuto di sale)  e di acido ossalico. Per soddisfare il suo bisogno di sale, può assumerlo anche dal terreno. Grazie al suo atteggiamento opportunistico, adatta facilmente la propria alimentazione alle condizioni stagionali, con nette differenze anche di anno in anno, determinate da differenti proliferazioni erbacee.
I dromedari possono soddisfare il proprio fabbisogno idrico dal cibo ingerito, soprattutto in inverno. In estate possono bere una volta ogni due giorni, ma possono resistere anche per periodi superiori ad otto giorni.

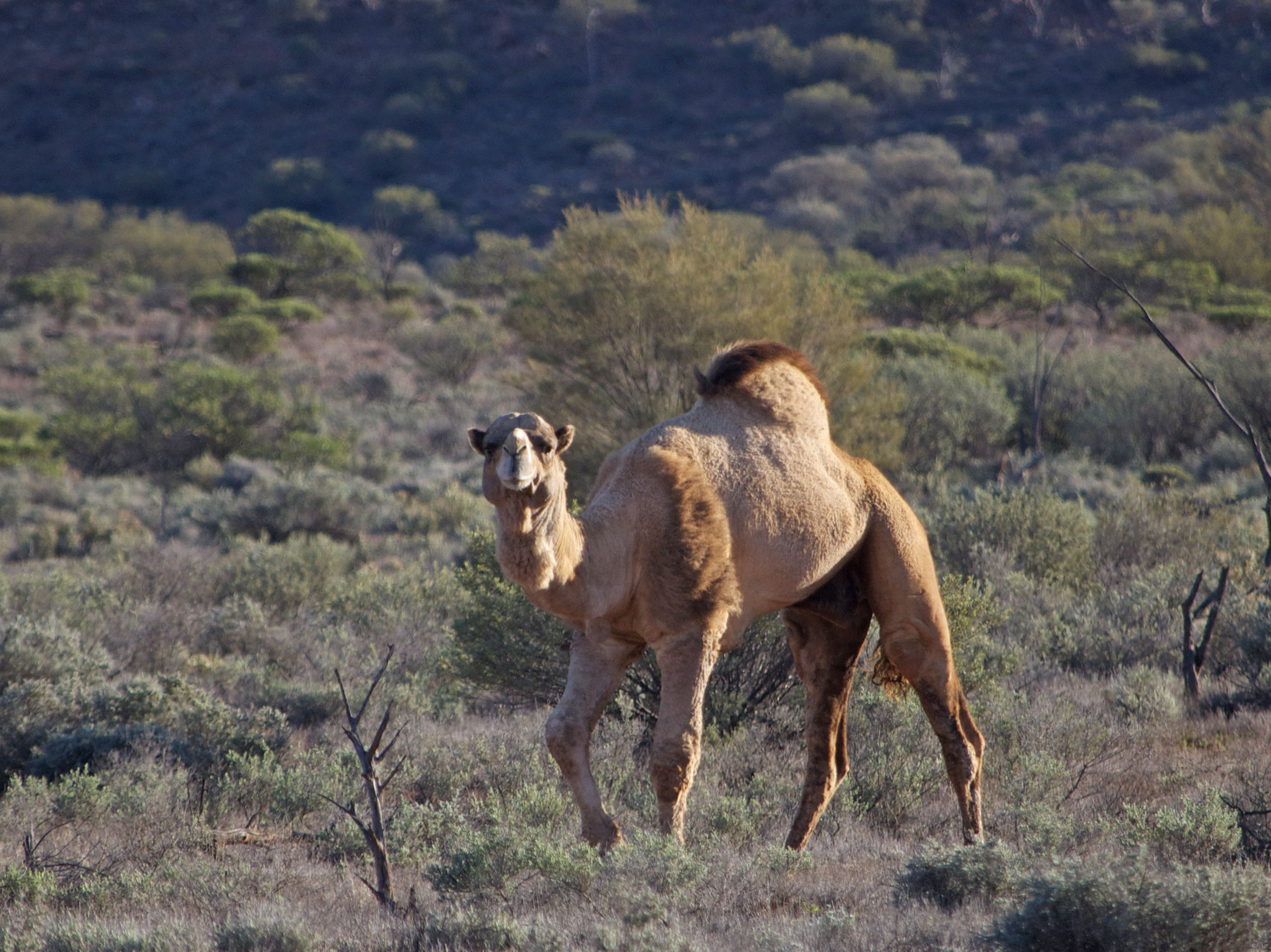
Un dromedario vicino a Marla (2015)

### Comportamento
Poiché il dromedario è estinto allo stato selvatico nel suo areale primario, i branchi di dromedari dell'Australia sono le uniche popolazioni dove si possono ancora fare osservazioni sul comportamento della specie allo stato selvaggio, nell'assunzione che l'organizzazione sociale dei dromedari sia determinata geneticamente - come suggerito dagli studi sui cavalli selvatici.
Il dromedario è un animale prevalentemente diurno. Il suo livello di attività quotidiano presenta una buona correlazione con la temperatura diurna. Il dromedario bruca per un periodo compreso tra le 5 ore e mezzo e le 7 ore, se la disponibilità di cibo è buona; se invece questa è insufficiente, il periodo dedicato all'alimentazione viene incrementato.
Il dromedario è un animale sociale. Gli animali si associano in gruppi costituiti esclusivamente da maschi, oppure prevalentemente da femmine, sebbene si osservino anche esemplari in solitaria. I gruppi composti da soli maschi raggruppano mediamente 5±3 membri, di cui solo due pienamente adulti; la loro composizione non è stabile; infatti, possono verificarsi degli scambi anche ad ogni incontro. I gruppi composti da femmine hanno una maggiore stabilità e maggiori dimensioni; raccolgono mediamente 9±5 membri, di cui 5 dromedarie pienamente adulte, 2 cuccioli in media e altri membri che non hanno ancora raggiunto la maturità sessuale. Nel periodo degli amori (che si verifica in inverno), singoli maschi adulti competono per conquistare e fondere i gruppi femminili per costituire degli harem, che raggiungono una dimensione media di 14±7 esemplari, ovvero il maschio dominante, sette dromedarie adulte, due cuccioli e altri membri che non hanno ancora raggiunto la maturità sessuale. La competizione tra maschi è principalmente gestuale; tuttavia può raggiungere anche forme violente, che possono condurre a ferite mortali. Solitamente il maschio dominante lascia il gruppo al termine dell'inverno. I maschi che non sono riusciti a conquistare un harem in inverno possono tornare in stato di eccitazione in primavera, talvolta riuscendo nella conquista di un gruppo femminile, data la ridotta competizione, e, in alcuni casi, anche a riprodursi

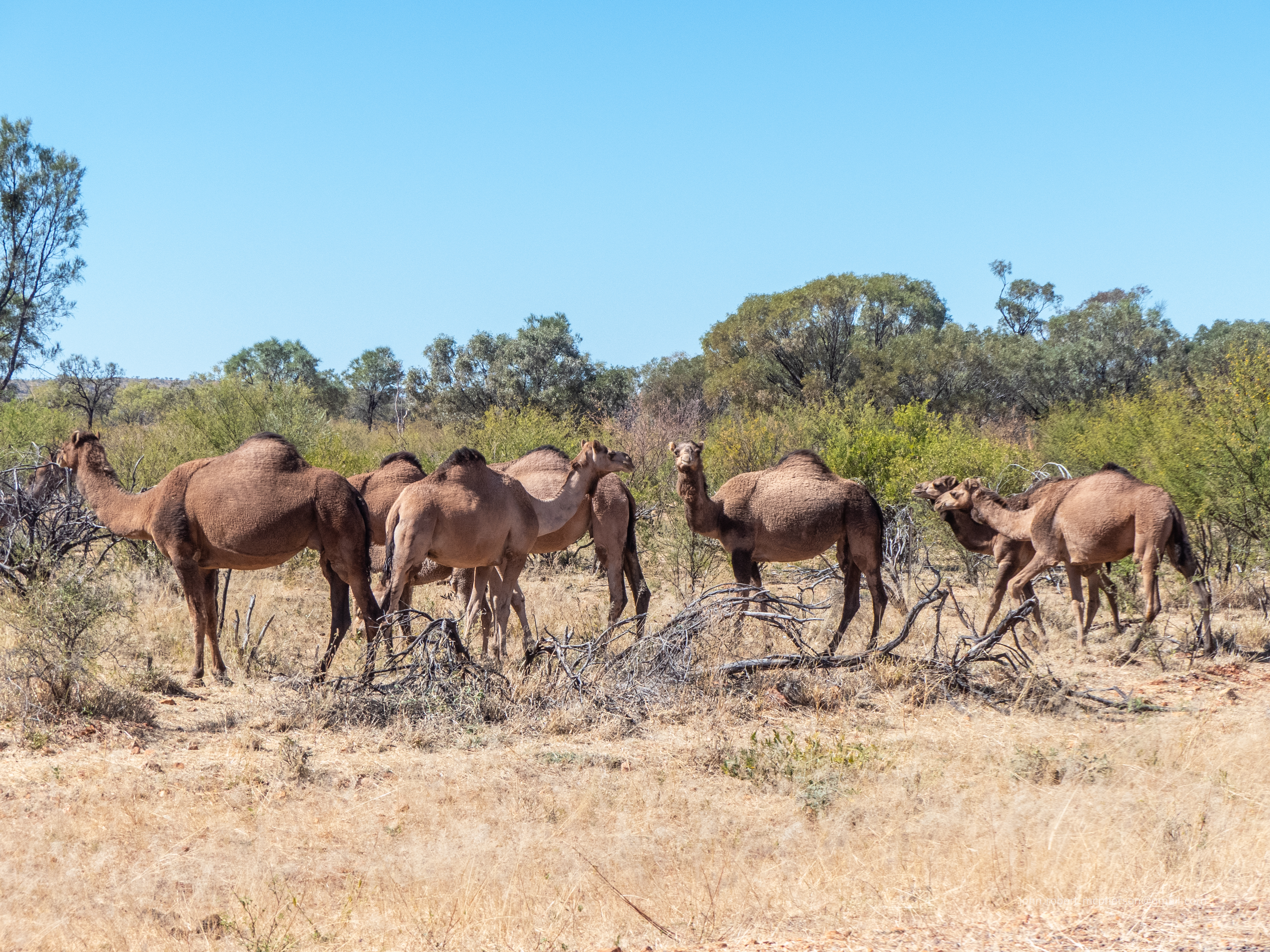
Gruppo di dromedari, nella contea di Boulia, nel Queensland (2019)

Tra le 8 e le 24 ore prima del parto una dromedaria gravida abbandona il gruppo di appartenenza. Dopo la nascita del piccolo, rimane sola con lui per circa tre settimane, trascorse le quali inizia a cercare una seconda madre con un cucciolo, della stessa età del proprio, con cui va a costituire il nucleo di un nuovo gruppo femminile, che rimarrà stabile per 15-18 mesi. Infatti, quando giunge il momento dello svezzamento, se in estate, la madre tende a lasciare il gruppo per allontanarsi dal figlio; in inverno, ciò viene impedito dalla presenza del maschio dominante. Quando due maschi cresciuti nello stesso gruppo femminile si ritrovano, non manifestano alcuno specifico legame.
I maschi raggiungono la maturità sessuale a 4-5 anni, le femmine a 3-4 anni, sebbene una buona disponibilità di cibo possa far anticipare il fenomeno.
Sono stati osservati dei casi di infanticidio. Se un maschio in stato di eccitazione sorprende una femmina che ha appena partorito, tende a separarla dal neonato, determinandone la morte; l'immediata perdita del cucciolo porta la femmina in estro e così è pronta per un nuovo accoppiamento.

### Malattie e parassiti
L'adozione di pratiche di quarantena durante tutto il periodo di importazione dei dromedari ha impedito che comuni malattie che li affliggono nel Vecchio Mondo raggiungessero l'Australia. Sono invece presenti delle malattie parassitarie, che tuttavia non sembrano avere effetti letali sui dromedari selvatici.
L'aspettativa di vita è compresa tra 20 e 50 anni.

## Effetti sugli ecosistemi australiani
Privo di predatori naturali, il dromedario è risultato una specie invasiva nell'ecosistema australiano. Sebbene fosse stato ritenuto inizialmente poco pericoloso, la valutazione del governo australiano è mutata in seguito agli studi condotti nel 2008. Gli effetti sull'ecosistema semi-arido dell'outback non sono ancora noti con certezza; si ritiene che possa cibarsi dell'80% delle piante locali, accrescendo il rischio di estinzione per alcune specie già minacciate; inoltre, sulla base dell'esperienza maturata dall'osservazione di altri erbivori di grossa taglia, riduce l'estensione della canopia ed ostacola l'accrescimento degli alberi giovani (osservato anche nel caso della mulga, Acacia aneura), favorendo un generale degrado dell'ambiente. Inoltre, va a competere con gli altri erbivori per l'acqua e il cibo. È stato anche osservato un peggioramento delle condizioni dell'acqua e una riduzione della biodiversità negli stagni e nelle pozze cui i dromedari selvatici, così come pure i cavalli selvatici (brumby), hanno accesso. Infine, il dromedario può favorire la diffusione delle erbe infestanti, trasportandone i semi sul proprio mantello o nell'apparato digerente, contribuendo al loro spargimento con il letame. È stato tuttavia anche suggerito che i dromedari possano brucare in modo selettivo alcune specie vegetali infestanti o che possano favorire una riduzione degli incendi boschivi, andando a riempire le nicchie ecologiche di specie estinte della megafauna australiana, quali il diprotodonte e il palorcheste (ipotesi simile al Pleistocene rewilding).
Il rischio di danno associato alla presenza della specie sul continente è stato espresso in termini della densità di individui per km², con il valore massimo indicato in 0,25 dromedari per km².

## Impatto sulle attività umane

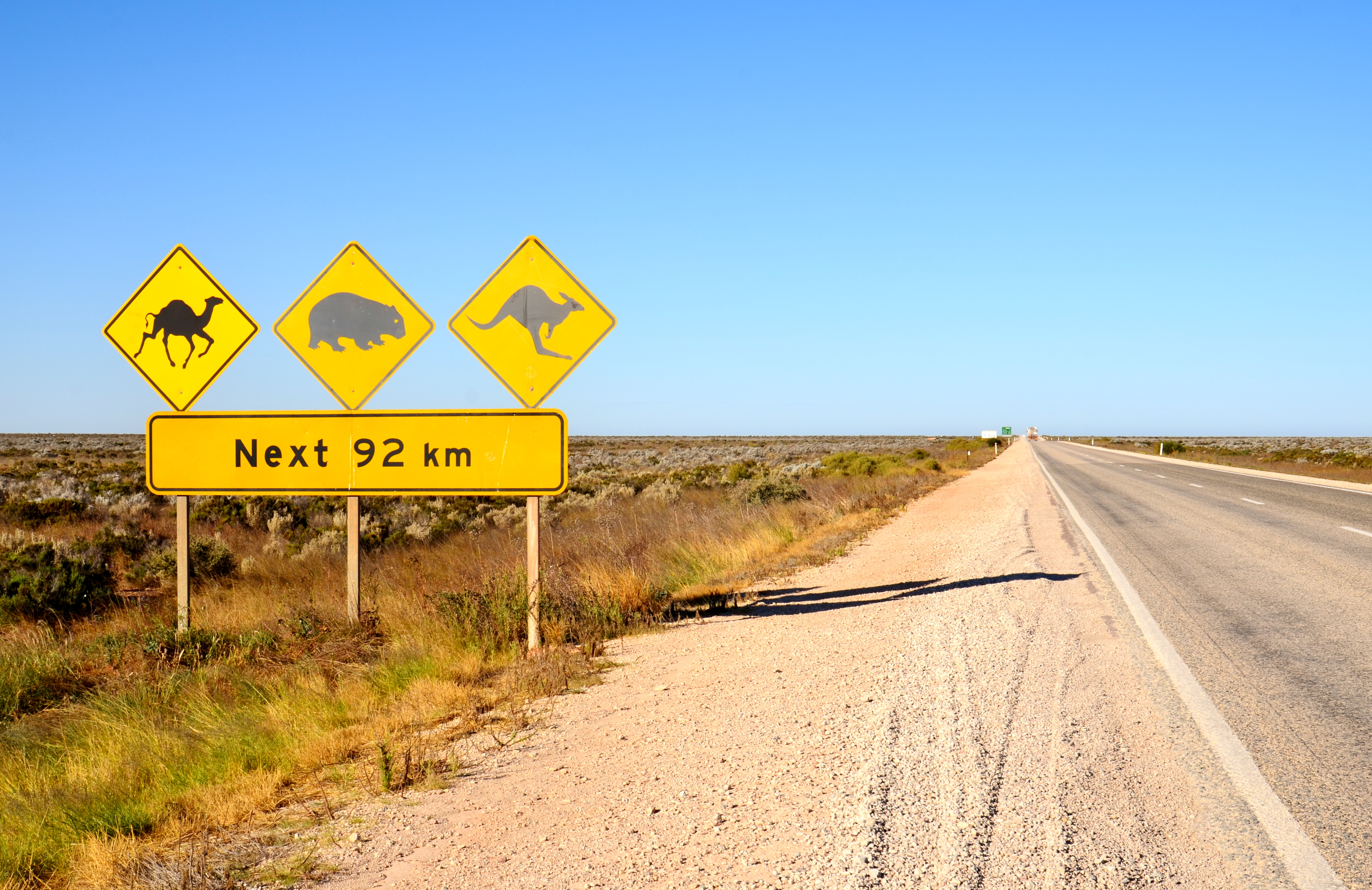
Segnale di pericolo per animali selvatici vaganti presente sull'Eyre Highway

### Svantaggi
I dromedari selvatici possono arrecare danni sia alle comunità aborigene, sia alle attività agricole e alla pastorizia. Soprattutto nei periodi di siccità, dei gruppi possono avvicinarsi ai centri abitati, sfondare le recinzioni e cercare cibo o acqua, arrivando anche a contaminare le riserve idriche delle comunità dell'entroterra australiano. In particolare, grazie alla loro capacità di sentire l'odore dell'acqua da una distanza di 5 km, sono attirati da rubinetti, pompe, gabinetti e, addirittura, condizionatori d'aria, che possono danneggiare per accedere all'acqua. Inoltre, essendo animali di grossa taglia, rappresentano un rischio per coloro che se li venissero a trovare davanti alla guida di un veicolo a motore. I danni arrecati dai dromedari selvatici sono stati stimati nel 2010 in 10,67 milioni di dollari per anno.
Infine, tra i danni va annoverato il fatto che debbano essere attuate delle costose politiche attive per il monitoraggio, il controllo e il contenimento della popolazione dei dromedari selvatici.

### Vantaggi: l'industria del dromedario
Sono state sviluppate varie soluzioni per trarre profitto dalla presenza dei dromedari. Ciò si basa su tre possibili approcci: la cattura per l'esportazione di animali vivi, ma soprattutto per la macellazione degli animali selvatici, per l'allevamento per la produzione di latte e per il turismo.
L'esportazione di animali vivi riguarda un numero esiguo di esemplari ed è occasionale, soprattutto verso i Paesi arabi. La carne di dromedario, invece, viene esportata in Europa, Stati Uniti, Giappone e nei Paesi Arabi. Dal 2015, inoltre, viene commercializzato il latte di dromedaria, con la produzione che è cresciuta da 50000 L annui nel 2016 a 180000 L annui nel 2019. Lo sviluppo di un'"industria del cammello" (che contribuisca alla riduzione del numero degli animali selvatici) rientra negli obiettivi del piano di controllo sviluppato dal governo australiano.
Sebbene con un impatto trascurabile, i dromedari costituiscono sia un'attrazione turistica negli zoo safari, sia possono essere catturati per rifornire le scuderie che li commercializzano come cavalcature per gite nell''outback e su alcune spiagge o nelle corse di dromedari.

## Strategie di controllo
Poiché i danni all'ecosistema sono stati correlati alla densità per km², i governi statali e il governo australiano hanno adottato episodiche campagne di abbattimento quando il numero dei dromedari in aree più o meno limitate ha raggiunto valori troppo elevati. Sono andati in questa direzione le misure intraprese nel 2009 dal Territorio del Nord, tra il 2009 e il 2013 dal governo federale attraverso l'Australian Feral Camel Management Project e nel 2020 dal South Australian Department for Environment and Water. Le strategie governative, ad ogni modo, non mirano all'eradicazione della specie dall'isola - cosa in sé non realizzabile, né universalmente auspicata.
L'auspicio del governo sarebbe sviluppare una strategia che permetta l'autofinanziamento delle misure di controllo, con la commercializzazione degli animali abbattuti. Questo approccio, tuttavia, risulta applicabile solo in prossimità dei centri abitati e, anche in questo caso, ha condotto a perdite comprese tra 20 e 60 dollari per capo nel 2013. Il costo dell'abbattimento dall'elicottero - l'altra soluzione adottata nel corso dell'Australian Feral Camel Management Project - è risultato compreso tra 25 e 150 dollari per capo nel 2013.
Inoltre, le campagne di abbattimento hanno sollevato le proteste degli ambientalisti. Anche nelle comunità aborigene, sebbene la percezione sia in parte mutata nel secondo decennio del XXI secolo, l'abbattimento dei dromedari che non sia finalizzato al consumo della carne solleva generalmente un giudizio negativo. Alcuni ricercatori, recuperando un approccio culturale comune proprio agli aborigeni, suggeriscono l'adozione di politiche che, accettata l'appartenenza del dromedario all'ecosistema australiano, favoriscano il raggiungimento di un nuovo equilibrio. Essi, in particolare, invitano a non considerare il dromedario come "estraneo" ad un ecosistema che si intende riportare alla condizione precedente all'arrivo degli europei sull'isola, giustificandone concettualmente l'eliminazione; ma, considerando i mutamenti avvenuti, valutare con maggiore attenzione i vantaggi e gli svantaggi derivati dalla diffusione del dromedario nell'outback.

### Esplicative
1. 1 2 3  In inglese, sia il dromedario (Camelus dromedarius), sia il cammello (Camelus bactrianus) sono indicati comunemente con il termine camel. Sebbene ciò possa trarre in inganno, la popolazione di "cammelli selvatici" (feral camels) nel continente australiano si compone per quasi la totalità di dromedari. W. K. Saalfeld e G. P. Edwards, 2008; L. Gibbs et al., 2015; N. D. Burrows, p. 339, 2018.
2. ↑  

(inglese)
«For such an expedition, men of science and courage ought to be selected. They ought to be provided with all sorts of implements and stores, and with different animals, from the powers and instincts of which they may derive assistance. They should have oxen from Buenos Aires, or from the English settlements, mules from Senegal, and dromedaries from Africa or Arabia. The oxen would traverse the woods and the thickets; the mules would walk securely among rugged rocks and hilly countries; the dromedaries would cross the sandy deserts. Thus the expedition would be prepared for any kind of territory that the interior might present. Dogs also should be taken to raise game, and to discover springs of water; and it has even been proposed to take pigs, for the sake of finding out esculent roots in the soil. When no kangaroos and game are to be found the party would subsist on the flesh of their own flocks. They should be provided with a balloon for spying at a distance any serious obstacle to their progress in particular directions, and for extending the range of observations which the eye would take of such level lands as are too wide to allow any heights beyond them to come within the compass of their view.»

(italiano)
«Per una tale spedizione, dovrebbero essere selezionati uomini di scienza e coraggio. Dovrebbero essere equipaggiati di tutti i tipi di strumenti e provviste, e portare con loro diversi animali, dalle cui abilità e istinti potrebbero trarre assistenza. Dovrebbero portare dei buoi da Buenos Aires o dalle colonie inglesi, dei muli dal Senegal e dei dromedari dall'Africa o dall'Arabia. I buoi attraverserebbero i boschi e le boscaglie; i muli camminerebbero sicuri tra rocce scoscese e paesi collinari; i dromedari attraverserebbero i deserti sabbiosi. In tal modo la spedizione sarebbe preparata ad affrontare qualsiasi territorio che l'interno possa presentare. Dovrebbero portare con loro anche dei cani per cacciare la selvaggina e per individuare le sorgenti d'acqua dolce; ed è stato anche proposto di impiegare i maiali nella ricerca di radici nel terreno. Quando non riuscisse a trovare canguri o altra selvaggina, la spedizione potrebbe sopravvivere cibandosi delle proprie mandrie. Dovrebbero essere equipaggiati con un pallone per individuare a distanza qualsiasi serio ostacolo sul loro percorso e per estendere la visuale su terre tanto pianeggianti.»
(Conrad Malte-Brun Universal Geography: Containing the description of India and Oceanica, Volume III, Libro LVI Oceanica, Part IV New Holland and its dependancies, p. 568. Longman, Hurst, Rees, Orme and Brown, Londra 1822.)

### Bibliografiche
1. ↑  (EN) Sarah Bell, Australia, home to the world's largest camel herd, su bbc.com, BBC, 19 maggio 2013. URL consultato il 19 maggio 2023.
2. 1 2  G. P. Edwards et al., p. 340, 2010.
3. 1 2 3 4  R. Irwin, p. 190, 2010.
4. 1 2 3 4  N. D. Burrows, pp. 342-343, 2018.
5. 1 2 3  G. P. Edwards et al., 2010.
6. 1 2  N. D. Burrows, p. 343, 2018.
7. 1 2 3 4  L. Gibbs et al., p. 16, 2015.
8. 1 2 3 4  L. Gibbs et al., p. 15, 2015.
9. 1 2  N. D. Burrows, p. 341, 2018.
10. 1 2  L. Gibbs et al., p. 25, 2015.
11. 1 2  B. Dörges e J. Heucke, p. 1, 1995.
12. ↑  P. Jones e A. Kenny, p. 39, 2007.
13. ↑  (EN) The Introduction of camels into Australia, su Burke & Wills Web. URL consultato il 19 maggio 2023.
14. 1 2   J. D. Brown, Decline and Fall of the Australian Camel, in Cairns Post, 18 dicembre 1950. URL consultato il 19 maggio 2023.
15. ↑   The Late Mr. J. A. Horrocks, in South Australian Register, LIII, 12,961, South Australia, 29 maggio 1888,  p. 7. URL consultato il 19 maggio 2023.
16. ↑  (EN) Jon Chittleborough, Horrocks, John Ainsworth (1818–1846), in Australian Dictionary of Biography, National Centre of Biography, Australian National University, 2005. URL consultato il 19 maggio 2023.
17. ↑  (EN) Victorian Exploration Expedition Committee minutes, 19 maggio 1859.
«the camels would be comparatively useless unless accompanied by their native drivers»
18. ↑  (EN) Camels for Victoria, in The Inquirer and Commercial News, 1º agosto 1860,  p. 4. URL consultato il 20 maggio 2023.
19. ↑  P. Jones e A. Kenny, p. 19, 2007.
20. ↑  P. Jones e A. Kenny, p. 40, 2007.
21. 1 2  L. Gibbs et al., p. 10, 2015.
22. ↑  P. Jones e A. Kenny, p. 50, 2007.
23. 1 2  J. Short et al., 1988.
24. ↑  (EN) Richard G. Hartley, Lessons from Western Australia’s goldfields water supply scheme, in Proceedings of the Institution of Civil, EH3, agosto 2010,  pp. 179-187, DOI:10.1680/ehah.2010.163.3.179.
25. ↑  (EN) The Importer of Camels, su adelaide.edu.au, The University of Adelaide. URL consultato il 20 maggio 2023.
26. ↑  (EN) Thomas Elder makes first mass import of camels to Australia to link pastoral empire in South Australia's north, su adelaideaz.com, Adelaide AZ. URL consultato il 20 maggio 2023.
27. ↑  (EN) Camel Breeding, in The Sydney Stock and Station Journal, 5 giugno 1908. URL consultato il 6 marzo 2016.
28. ↑  (EN) Christine Stevens, Australia's Afghan cameleers, in Australian Geographic, 27 luglio 2011. URL consultato il 20 maggio 2023.
29. ↑  (EN) Afghan cameleers in Australia, su australia.gov.au. URL consultato l'8 maggio 2014 (archiviato dall'url originale il 5 agosto 2016).
30. ↑  L. Gibbs et al., pp. 12-14, 2015.
31. ↑  (EN) Cameleers and Aboriginal people, su Australia's Muslim Cameleers, South Australian Museum. URL consultato il 6 marzo 2016 (archiviato dall'url originale l'11 aprile 2016).
32. 1 2   Immigration Restriction Act (Act No. 17 of 1901), su Federal Register of Legislation, Governo dell'Australia, 23 dicembre 1901. URL consultato il 20 maggio 2023.
33. 1 2  P. Jones e A. Kenny, p. 20, 2007.
34. 1 2  L. Gibbs et al., p. 14, 2015.
35. ↑   Camels Destruction Act 1925, su South Australian Legislation, Governo dell'Australia Meridionale, 1925. URL consultato il 20 maggio 2023.
36. ↑   (EN) Roger Sandall, Camels and the Pitjantjara, Curtis Levy, Australian Institute of Aboriginal and Torres Strait Islander Studies (AIATSIS), 1969, ISBN 978-0-85575-618-5.
37. ↑  (EN) Petronella Vaarzon-Morel, Indigenous Participation in Australian Economies II, ANU Press, 2012, ISBN 9781921862830. URL consultato il 6 marzo 2016.
38. ↑  P. Vaarzon-Morel e G. Edwards, p. 68, 2012.
39. 1 2  K. Ellard e P. Seidel, 2000.
40. 1 2 3  W. K. Saalfeld e G. P. Edwards, 2010.
41. ↑  B. Dörges e J. Heucke, 1995.
42. ↑  (EN) Thousands of rotting camels polluting Australia's Outback, su news.com.au, 3 dicembre 2009. URL consultato il 21 maggio 2023.
43. 1 2 3  (EN) Australia Plans To Kill Thirsty Camels, CBS News, 26 novembre 2009. URL consultato il 21 maggio 2023 (archiviato dall'url originale il 27 novembre 2009).
44. ↑  (EN) Larine Statham, Feral camels overrun small NT community, in The Sydney Morning Herald, 25 novembre 2009. URL consultato il 23 maggio 2023.
45. ↑  G. P. Edwards et al., 2008.
46. 1 2 3 4  Q. Hart e G. Edwards, 2016.
47. ↑  L. Gibbs et al., p. 18, 2015.
48. 1 2 3  (EN) Isadora Bogle, Camel cull in South Australia's remote APY Lands to begin, following sharp increase in population, su ABC News, Australian Broadcasting Corporation, 7 gennaio 2020. URL consultato il 21 maggio 2023.
49. ↑  (EN) Australia fires: Thousands of camels being slaughtered, su BBC News, 8 gennaio 2020. URL consultato il 21 maggio 2023.
50. 1 2  G. P. Edwards et al., p. 3, 2008.
51. 1 2  L. Gibbs et al., p. 4, 2015.
52. ↑  W. K. Saalfeld e G. P. Edwards, pp. 14-15, 2008
53. ↑  B. Dörges e J. Heucke, pp. 73-74, 1995.
54. ↑  W. K. Saalfeld e G. P. Edwards, pp. 14-15, 2008.
55. ↑  B. Dörges e J. Heucke, p. 83, 1995.
56. ↑  W. K. Saalfeld e G. P. Edwards, p. 16, 2008.
57. ↑  B. Dörges e J. Heucke, p. 24, 1995.
58. ↑  B. Dörges e J. Heucke, pp. 24 e 46, 1995.
59. 1 2 3  W. K. Saalfeld e G. P. Edwards, p. 15, 2008.
60. ↑  B. Dörges e J. Heucke, p. 49, 1995.
61. 1 2  B. Dörges e J. Heucke, pp. 28 e 48, 1995.
62. ↑  B. Dörges e J. Heucke, p. 28, 1995.
63. ↑  B. Dörges e J. Heucke, pp. 30 e 46-47, 1995.
64. ↑  B. Dörges e J. Heucke, pp. 60-63, 1995.
65. ↑  B. Dörges e J. Heucke, p. 218, 1995.
66. ↑  B. Dörges e J. Heucke, p. 85, 1995.
67. ↑  B. Dörges e J. Heucke, p. 92, 1995.
68. 1 2  B. Dörges e J. Heucke, p. 136, 1995.
69. 1 2  B. Dörges e J. Heucke, p. 137, 1995.
70. 1 2  B. Dörges e J. Heucke, pp. 140-141, 1995.
71. ↑  B. Dörges e J. Heucke, p. 135, 1995.
72. ↑  B. Dörges e J. Heucke, p. 150, 1995.
73. ↑  B. Dörges e J. Heucke, p. 183, 1995.
74. 1 2  B. Dörges e J. Heucke, p. 142, 1995.
75. ↑  B. Dörges e J. Heucke, p. 149, 1995.
76. ↑  B. Dörges e J. Heucke, p. 177, 1995.
77. ↑  B. Dörges e J. Heucke, pp. 212-213, 1995.
78. ↑  W. K. Saalfeld e G. P. Edwards, pp. 16-17, 2008.
79. 1 2  W. K. Saalfeld e G. P. Edwards, pp. 18-19, 2008.
80. 1 2  J. Brim Box et al., 2016 a.
81. ↑  J. Brim Box et al., 2016 b.
82. ↑  L. Gibbs et al., pp. 20-21, 2015.
83. ↑   Eric Barker e McCosker Maddelin, Outback camel trial to control another pest - prickly acacia weed, su ABC News, 20 luglio 2021. URL consultato il 21 maggio 2023.
84. ↑  (EN) Chris Johnson, Rewilding Australia, in Australasian Science, 2019. URL consultato il 21 maggio 2023 (archiviato dall'url originale il 17 novembre 2021).
85. ↑  (EN) Erick J. Lundgren et al., Introduced herbivores restore Late Pleistocene ecological functions, in Proceedings of the National Academy of Sciences, vol. 117, n. 14, 23 marzo 2020,  pp. 7871-7878, DOI:10.1073/pnas.1915769117.
86. ↑  N. D. Burrows, 2018.
87. ↑  G. P. Edwards et al., p. 7, 2008.
88. ↑  K. Ellard e P. Seidel, pp. 23-24, 2000.
89. ↑  K. Ellard e P. Seidel, pp. 43-44, 2000.
90. ↑  (EN) Caddie Brain, Hump in camel meat production, Australian Broadcasting Corporation, 16 aprile 2013. URL consultato il 22 maggio 2023.
91. ↑  (EN) Shawn Donnan, From Australian outback to Saudi tables, in The Christian Science Monitor, 28 giugno 2002. URL consultato il 22 maggio 2023.
92. ↑  (EN) Australia supplies Saudis with camels, su BBC News, British Broadcasting Corporation, 11 giugno 2002. URL consultato il 22 maggio 2023.
93. ↑  (EN) Koren Helbig, Clarendon dairy could soon be Australia's largest, in The Courier Mail, 29 gennaio 2016. URL consultato il 6 marzo 2016.
94. ↑  (EN) Michelle Meehan, Would you drink camel milk?, su BBC News, 11 luglio 2019. URL consultato il 22 maggio 2023.
95. 1 2  (EN) Vertebrate Pests Committee, Natural Resource Management Ministerial Council, National Feral Camel Action Plan: A national strategy for the management of feral camels in Australia (PDF), Commonwealth of Australia, 2010,  pp. 64-66. URL consultato il 22 maggio 2023.
96. ↑  K. Ellard e P. Seidel, p. 45, 2000.
97. ↑  (EN) Calla Wahlquist, Feral camels rounded up in Australian outback and sold online for weed control, in The Guardian, 16 febbraio 2021. URL consultato il 22 maggio 2023.
98. ↑  L. Gibbs et al., p. 7, 2015.
99. 1 2  L. Gibbs et al., p. 17, 2015.
100. 1 2  P. Vaarzon-Morel e G. Edwards, 2012.
101. ↑  L. Gibbs et al., pp. 7-8, 2015.